# Ummo Francksen

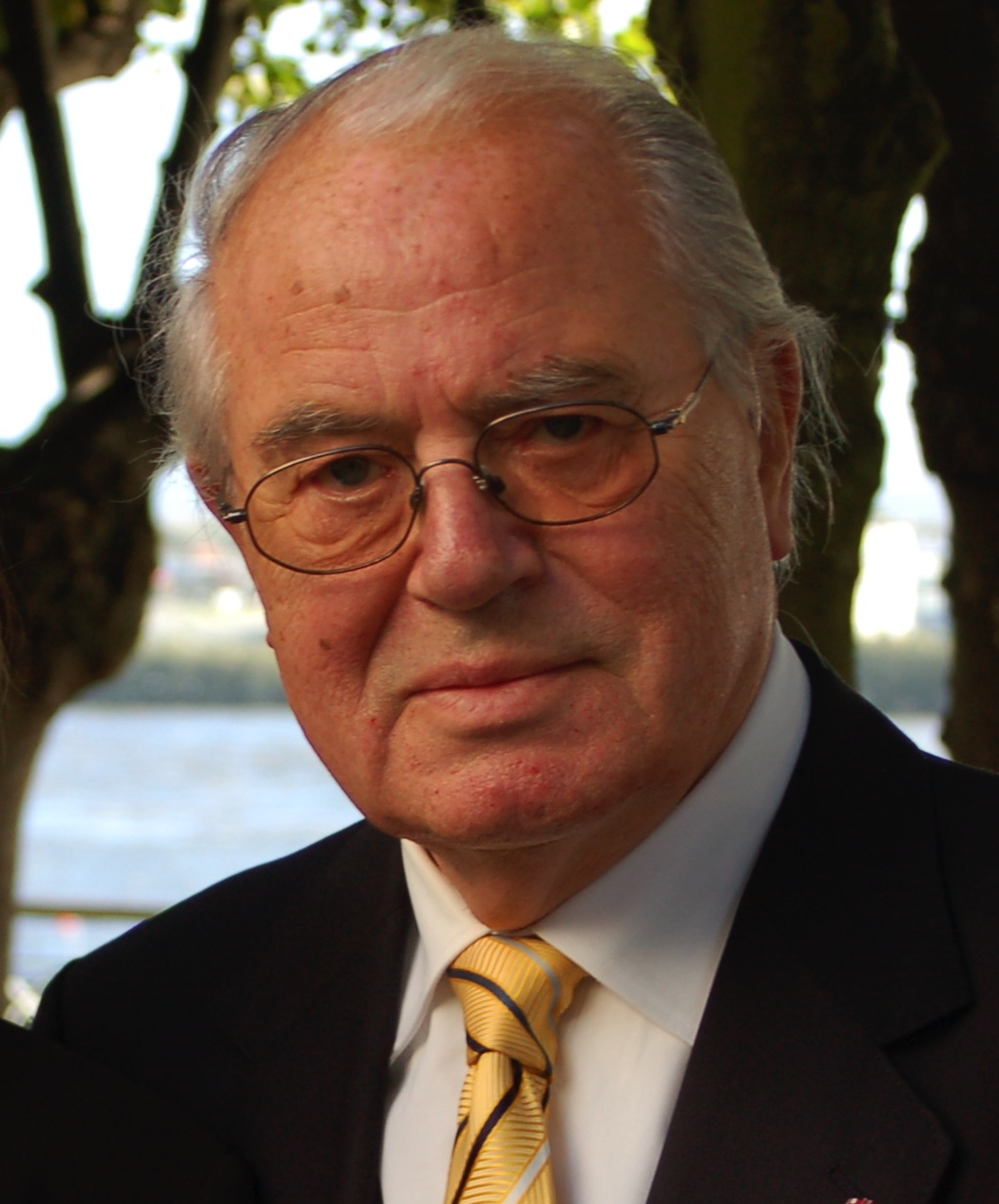
Ummo Francksen

Ummo Francksen (* 1. Oktober 1920 in Oldenburg (Oldb); † 19. März 2020 ebenda) war ein norddeutscher Arzt, der sich in vielen Ehrenämtern und als Mäzen aktiv für das künstlerische und kulturelle Leben der Region Oldenburg eingesetzt hat. 

## Leben
Ummo Francksen war Sohn des Zahnarztes Georg Francksen, der aus einer in Ruhwarden/ Butjadingen ansässigen Bauernfamilie stammte, und Nachfahre des Stadtmuseumsgründers Theodor Francksen. Seine Mutter Anni geb. Leverenz kam aus Berne im Stedinger Land. Ummo Francksen wuchs zusammen mit einer älteren Schwester und einem jüngeren Bruder in Oldenburg auf. Nach dem Abitur am Realgymnasium (heute Altes Gymnasium Oldenburg) studierte er zunächst Medizin und danach Zahnmedizin in Göttingen und Hamburg.
Im Zweiten Weltkrieg war Francksen 1940 Teil der kämpfenden Truppe in Frankreich und im Winter 1941/42 in Russland, unterbrochen durch Studienzeiten. Danach war er in den letzten Kriegsjahren Hilfsarzt in Lazaretten. Die Approbation in Medizin erhielt er 1948, die in Zahnmedizin 1951. Darauf folgten Facharztausbildungen und Promotionen in beiden Studienfächern. Er war zunächst in der Praxis seines Vaters tätig und arbeitete danach als Assistenzarzt an der Klinik für Kiefer- und Gesichtschirurgie in Bremen und bis 1956 als Assistenzarzt der Inneren Abteilung der Städtischen Kliniken Oldenburg. Nach erfolgter Anerkennung als Facharzt für Kieferchirurgie  etablierte er 1957 die erste Praxis als Facharzt für Mund-, Kiefer-, Gesichts- und plastische Chirurgie zwischen Weser und Ems. Als Chefarzt des Peter Friedrich Ludwigs Hospitals baute er seit 1960 eine Spezialabteilung für Mund-, Kiefer- und Gesichtschirurgie sowie plastische Operationen auf, die er an der Spitze des ärztlichen Direktoriums bis Ende 1982 leitete.
Von 1971 bis 1974 war Ummo Francksen Mitglied der „Planungskommission Medizin“ des Gründungsausschusses der Universität Oldenburg.
Er war seit 1951 verheiratet mit Elisabeth Francksen geb. Froböse und hatte drei Töchter und sieben Enkelkinder.

## Ehrenämter (Auswahl)
- Mitglied und Beirat der Oldenburgischen Landschaft (1974–2006)
- Vorsitzender des Oldenburger Kunstvereins[2] (1975–1993)
- Mitbegründer und Vorstand des Vereins der Musikfreunde Oldenburg[2][3]
- Mitglied des Theater-Verwaltungsausschusses des Oldenburgischen Staatstheaters[2] (1979–1999)
- Vorsitzender der Franz-Radziwill-Gesellschaft[2] (1984–2001, danach Ehrenvorsitzender)
- Ehrenmitglied der Oldenburger Literarischen Gesellschaft
- Gründer und Beiratsmitglied des Vereins der Freunde und Förderer des Horst-Janssen-Museums Oldenburg[2] (1997)

- Gründungsmitglied der „Erna-Schlüter-OpernGesellschaft“ (2004)

- Gründungsmitglied des Vereins „Freunde und Förderer des Stadtmuseums Oldenburg“ (2017)[4]
- Vorstandsmitglied der OLB-Stiftung (1993)
- Mitglied im Vorstand des Vereins der Freunde des Oldenburger Schlossgartens (1983–2002)

## Auszeichnungen (Auswahl)
- Landschaftsmedaille der Oldenburgischen Landschaft (1994)
- Goldene Stadtmedaille der Stadt Oldenburg[2] (1995)
- Verdienstkreuz Erster Klasse des Niedersächsischen Verdienstordens[2][3] (2005)
- Paul Harris Fellow von Rotary International (2010)

## Film
- Meine Lust ist Leben. Ummo Francksen zum 100. Geburtstag, Deutschland, 2021, ein Film von Inge von Danckelman, Regie: Sabine Molitor, Gemeinschaftsprojekt der Oldenburgischen Landschaft und von Oeins, .